# Regattaparksee

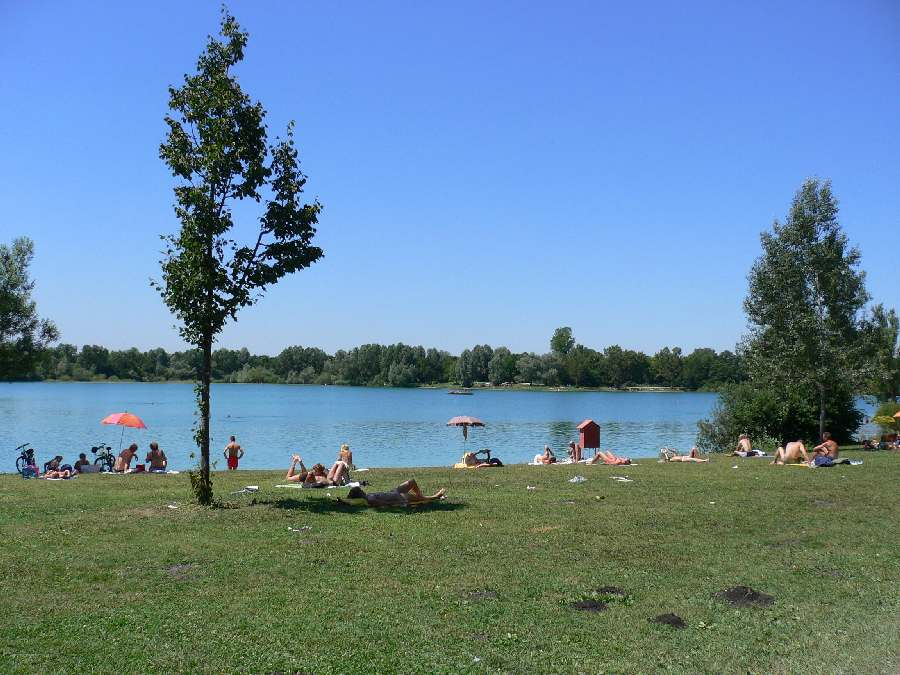
Liegewiese

Der Regattaparksee – vielen Einheimischen auch nur als Regattasee bekannt – ist ein künstlicher See in Feldmoching (Südwestteil) und Oberschleißheim (Nordostteil) im Nordwesten von München. Lediglich das Nord- und das Westufer sind zum Baden freigegeben. Das südliche Drittel des Sees ist ein umzäuntes Biotop. Das Gewässer entstand als Baggersee durch den Aushub von Kies für den Ausbau der Bundesautobahn 99.

## Lage

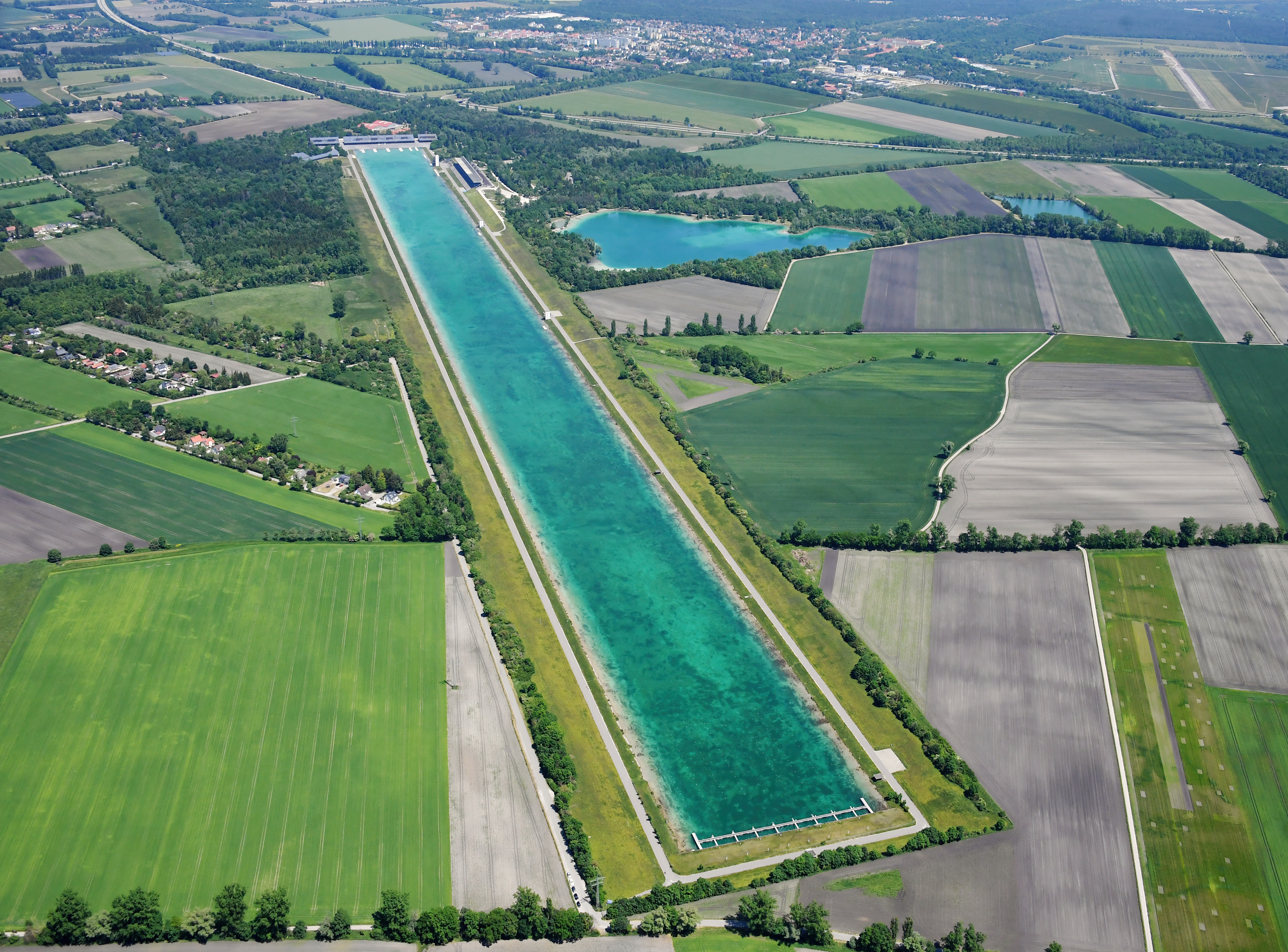
Der Regattaparksee neben der Regattastrecke

Der Regattaparksee liegt etwa 200 Meter von der Regattastrecke Oberschleißheim entfernt. Wie die Regattastrecke liegt auch der Regattaparksee zum Teil in Oberschleißheim und zum Teil im Münchener Stadtteil Feldmoching. Unmittelbar östlich des Sees verläuft der Schwebelbach.

## Fauna und Flora
In dem Biotop wachsen unter anderem Rote Lichtnelke, Frühlingshungerblümchen, Rundblättrige Glockenblume, Wiesen-Glockenblume, Wiesen-Margerite und Wiesensalbei. An Tieren finden sich hier Zauneidechse, Bachstelze, Bleßralle, Flussregenpfeifer, Haubentaucher, Kormoran, Pfeifente, Reiherente, Rohrammer, Sumpfmeise, Blaugrüne Mosaikjungfer, Blaupfeil, Gebänderte Prachtlibelle und Plattbauch. Das Landschaftsschutzgebiet ist als Biotop M-247 in der Stadtbiotopkartierung 1981–84 gelistet.
Das Wasser des Regattaparksee ist sauber, so dass sich hier Wasser- und Edelkrebse vermehren können.

## Ausflugsziel

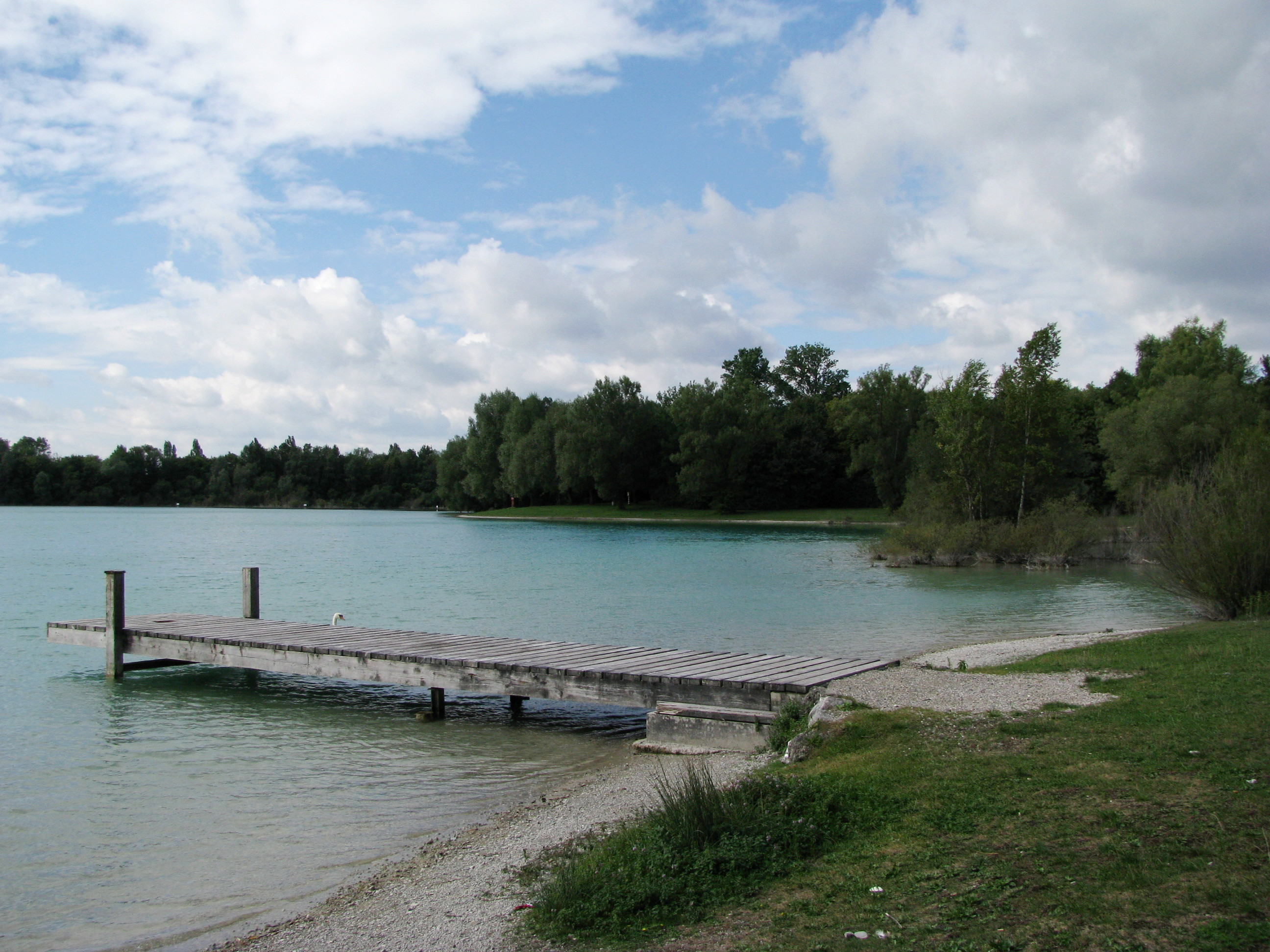
Steg an der Nordspitze

Der Regattaparksee ist aufgrund seiner Nähe zu München, Dachau und den umliegenden Gemeinden ein äußerst beliebtes Ausflugsziel. Er ist mit dem Auto direkt zu erreichen (A 92 Abfahrt Oberschleißheim/Dachau), Parkplätze sind in großer Zahl vorhanden. Entlang der Bundesstraße 471 verläuft ein durchgehender Radweg zwischen Dachau und Oberschleißheim, was den See als Ziel für Radausflüge beliebt macht. Ebenso kann er vom Münchner Stadtteil Feldmoching direkt mit dem Fahrrad erreicht werden (die A 92 wird unterquert). Fest installierte sanitäre Anlagen sind nicht vorhanden, jedoch werden in der Badesaison einige mobile Toilettenkabinen aufgestellt. Ebenso findet sich in unregelmäßigen Abständen ein mobiler Kiosk in Ufernähe. Zur Badesaison ist der See vor allem am Wochenende und während der bayerischen Schulferien teilweise überlaufen. Hier lohnt ein Abstecher zur nicht weit entfernten Regattastrecke Oberschleißheim. An dieser ist das Baden in einem Abschnitt von 200 Metern Länge erlaubt.

## Badebetrieb
Das Ufer des Regattaparksees fällt fast überall sehr flach ab, was gerade bei Familien mit Kleinkindern sehr beliebt ist. Die gute Wasserqualität sowie die hellen Kieselsteine lassen den See sehr „blau“ erscheinen. In Ufernähe ist der Grund zu sehen, Algenbewuchs ist an den von Badegästen frequentierten Stellen nicht oder nur wenig vorhanden. Die umliegenden Liegewiesen sind stellenweise durch hohe Bäume beschattet.